# Карымов, Марк Игоревич
Марк И́горевич Кары́мов (22 июня 1998, Томск, Россия) — российский футболист. Выступает на позиции центрального защитника.

## Карьера

### Клубная
Воспитанник футбольного клуба «Томь». В сезоне 2016/17 был заявлен за молодёжный состав, зимой был переведён в основной состав после того, как из-за финансовых проблем клуб покинуло большое количество футболистов. 3 марта 2017 года в матче против «Ростова» дебютировал в РФПЛ. Всего в сезоне 2016/17 принял участие в 10 матчах чемпионата России.
8 июня 2017 года стало известно, что футболист продлил контракт с томским клубом на 3 года, однако в сезоне 2017/18 он принял участие лишь в двух матчах «Томи» в первенстве ФНЛ.

## Личная жизнь
Младший брат — Эдуард Карымов (2000 года рождения) также футболист и выступает за «Томь».

## Статистика

### Клубная
| Выступление      | Выступление      | Выступление      | Лига | Лига | Кубки | Кубки | Еврокубки | Еврокубки | Прочие | Прочие | Итого | Итого |
| Клуб             | Лига             | Сезон            | Игры | Голы | Игры  | Голы  | Игры      | Голы      | Игры   | Голы   | Игры  | Голы  |
| ---------------- | ---------------- | ---------------- | ---- | ---- | ----- | ----- | --------- | --------- | ------ | ------ | ----- | ----- |
| Томь             | Премьер-лига     | 2016/17          | 10   | 0    | 0     | 0     | 0         | 0         | 0      | 0      | 10    | 0     |
| Томь             | ФНЛ              | 2017/18          | 2    | 0    | 1     | 0     | 0         | 0         | 0      | 0      | 3     | 0     |
| Томь             | ФНЛ              | 2018/19          | 1    | 0    | 0     | 0     | 0         | 0         | 0      | 0      | 1     | 0     |
| Томь             | Итого            | Итого            | 13   | 0    | 1     | 0     | 0         | 0         | 0      | 0      | 14    | 0     |
| Всего за карьеру | Всего за карьеру | Всего за карьеру | 13   | 0    | 1     | 0     | 0         | 0         | 0      | 0      | 14    | 0     |

## Достижения
«Томь»
- Бронзовый призер первенства ФНЛ : 2018/2019